# Gilmore Girls
Gilmore Girls är en amerikansk dramakomediserie som började visas den 5 oktober 2000 i USA (2 september 2001 i Sverige), och det sista avsnittet visades den 15 maj 2007 i USA. Sista säsongen började sändas i Sverige i juni 2007. 

## Handling

### Synopsis
Gilmore Girls handlar om den ensamstående unga mamman Lorelai Gilmore och hennes dotter och bästa vän Rory. De bor i den pittoreska lilla staden Stars Hollow i Connecticut med 9 973 invånare. Även om mor och dotter står varandra mycket nära är det en svår balansgång för Lorelai att veta hur mycket kompis och hur mycket mamma hon ska vara för Rory. Under åren har man kunnat följa hur mor och dotter utvecklats sida vid sida. Lorelai var i samma ålder som Rory är i första säsongen, när hon blev gravid och tog det tuffa beslutet att uppfostra sitt barn ensam. Detta beslut och Lorelais envisa självständighet orsakade konflikter mellan henne och hennes traditionella överklassföräldrar, Emily och Richard.

### Bakgrund
Lorelais konflikt med sina rika föräldrar är central för historien. Spänningen mellan Lorelai och hennes föräldrar, den envisa mamman Emily Gilmore, och pappan Richard Gilmore, är ett regelbundet inslag. Det hela börjar med att Lorelai blir gravid med dottern Rory vid sexton års ålder, vilket tvingar henne att hoppa av skolan. Dessutom väljer Lorelai att inte gifta sig med Rorys pappa, Christopher Hayden, vilket både orsakar sorg och är en källa till oro för hennes föräldrar.

## Rollista
| Skådespelare        | Rollfigur          | Säsonger                                  | Antal avsnitt |
| ------------------- | ------------------ | ----------------------------------------- | ------------- |
| Lauren Graham       | Lorelai Gilmore    | Alla                                      | 154           |
| Alexis Bledel       | Rory Gilmore       | Alla                                      | 154           |
| Scott Patterson     | Luke Danes         | Alla                                      | 154           |
| Kelly Bishop        | Emily Gilmore      | Alla                                      | 154           |
| Melissa McCarthy    | Sookie St. James   | Alla                                      | 150           |
| Edward Herrmann     | Richard Gilmore    | Alla                                      | 131           |
| Keiko Agena         | Lane Kim           | Alla                                      | 126           |
| Yanic Truesdale     | Michel Gerard      | Alla                                      | 122           |
| Sean Gunn           | Kirk Gleason       | Alla                                      | 116           |
| Liza Weil           | Paris Geller       | Alla                                      | 106           |
| Liz Torres          | Miss Patty         | Alla                                      | 76            |
| Jared Padalecki     | Dean Forester      | 1 (återkommande); 2-3; 4-5 (återkommande) | 65            |
| Matt Czuchry        | Logan Huntzberger  | 5 (återkommande); 6-7                     | 57            |
| Jackson Douglas     | Jackson Belleville | Alla                                      | 54            |
| Michael Winters     | Taylor Doose       | Alla                                      | 51            |
| Sally Struthers     | Babette Dell       | Alla                                      | 49            |
| Emily Kuroda        | Mrs. Kim           | Alla                                      | 43            |
| Todd Lowe           | Zach Van Gerbig    | 3-7                                       | 40            |
| Milo Ventimiglia    | Jess Mariano       | 2-3; 4-6 (återkommande)                   | 39            |
| David Sutcliffe     | Christopher Hayden | Alla                                      | 36            |
| Chris Eigeman       | Jason Stiles       | 4                                         | 16            |
| Chad Michael Murray | Tristan Dugray     | 1-2                                       | 11            |
| Adam Brody          | Dave Rygalski      | 3                                         | 9             |

## Karaktärer

### Lorelai Gilmore
Lorelai är centralfiguren i serien. Hon är mamma till Rory och mycket annorlunda än andra mammor. Lorelai blev gravid med Rory när hon var 16 och fortfarande gick på high school. Hennes föräldrar Richard och Emily blev upprörda  och ville att hon och Christopher (Rorys pappa) skulle gifta sig, vilket hon vägrade. Hon rymde hemifrån och fick jobb på ett värdshus, Independent Inn, i Stars Hollow. Lorelai och Rory fick bostad där också hos ägaren Mia. Efterhand tog Mia sig an henne och Rory mer och mer och blev som en mamma respektive mormor för de båda. Lorelai jobbade hårt och fick belöning för det då hon driver värdshuset på egen hand när serien börjar. Parallellt med sitt arbete studerar Lorelai på community college för att i säsong 2 ta examen i management, business och administration (MBA). I slutet av säsong 4 öppnar Lorelai The Dragonfly Inn tillsammans med Sookie och driver det framgångsrikt. Lorelai har ett väldigt ansträngt förhållande till sina överklassföräldrar vars livsstil och värderingar inte stämmer överens med hennes. Förhållandet präglas ofta av bråk och missförstånd och Rory får ofta verka som en buffert mellan sin mor och sina morföräldrar.
Hennes romantiska tankar pendlar oftast mellan Christopher Hayden och Luke Danes. Hon dejtar några andra också, bland annat Max Medina som var Rorys lärare på Chilton. De förlovar sig i början av säsong 2 men det slutar med att hon ställer in bröllopet i sista sekund. Lorelai och Luke är tillsammans och förlovar sig i säsong 5 men Lorelai bryter förlovningen i sista avsnittet av säsong 6 då hon fått nog av att vänta på att Luke ska få ordning på sitt liv så att de kan gifta sig. Hon börjar dejta Rorys pappa Christopher och gifter sig med honom i säsong sju men äktenskapet håller inte länge. I seriens allra sista avsnitt kysser Lorelai Luke och man får en hint om att de kommer att bli tillsammans.

### Rory Gilmore
Rory Gilmores är också en av huvudkaraktärerna i filmen, hon är döpt efter sin mamma, Lorelai Gilmore, som kallas för Rory. Rory älskar att studera och gör det gärna på fritiden också. En av hennes stora passioner är att läsa. Hennes bästa vän heter Lane Kim, och de gick på samma skola till en början. Senare byter Rory till en privatskola, Chilton, och där träffar hon Paris Geller. Rory och Paris börjar som ovänner men utvecklar en djup vänskap under seriens lopp och är bland annat rumskamrater på college. Rorys mål är länge att studera på Harvard, men det ändras under säsong 3 när hon inser att Yale passar henne bättre. Det gör hennes mormor och speciellt morfar överlycklig då han tidigare studerat vid Yale. 
Rory dejtar flera olika killar under seriens gång. Under säsong 1 blir hon ihop med sin första kärlek Dean Forester och det håller en bit in på den tredje säsongen. Rory inser då att hon är förälskad i Jess, systerson till Luke som bor hos sin farbror. Rory och Jess gör slut i slutet av säsong 3 då Jess inte får ta examen från High School och lämnar Stars Hollow utan att säga till Rory att han ska åka iväg. 
Under Rorys första år på Yale är hennes kärleksliv på sparlåga men i slutet av läsåret kommer både Jess och Dean tillbaka in i hennes liv. Säsong 4 slutar med att Rory förlorar sin oskuld till Dean, som vid tillfället är gift med Lindsay. Dean skiljer sig och han och Rory blir tillsammans igen i början av säsong 5. Dock inser Dean att han inte längre passar in i Rorys nya liv och de gör slut. 
Under säsong 5 träffar Rory Logan Huntzberger som hon jobbar tillsammans med på skoltidningen. De börjar träffas men bestämmer att det är okej att de även träffar andra personer. Rory tröttnar dock på detta och säger det till Logan som då inser att han inte vill förlora Rory och deras förhållande tar ett nytt steg i slutet av säsong 5. Rory flyttar in med Logan i mitten av säsong 6 efter att deras förhållande gått lite upp och ner tidigare. Även om Logan bor i London på grund av sitt arbete under större delen av säsong 7, fungerar deras förhållande bra och det blir mer seriöst under säsongens gång. Detta kulminerar i att Logan friar till Rory på hennes examensfest. Rory inser att trots att hon älskar Logan vill hon inte binda sig vid så ung ålder och säger nej till Logans frieri efter sin examensceremoni i näst sista avsnittet.

### Luke Danes
Luke Danes (Scott Patterson) driver "Luke's", ett café i Stars Hallow som Rory och Lorelai besöker praktiskt taget varje dag. Luke är en cynisk man som inte har mycket till övers för alla konstiga aktiviteter som äger rum i Stars Hollow, speciellt har han ett hatförhållande till borgmästaren Taylor Doose som han känt sedan han var fyra år. Luke är ett hälsofreak gällande mat och försöker ofta få de båda att äta nyttigare men trots hans försök gör det ingen nytta. Luke har blivit en manlig förebild i Rorys liv då hennes pappa varit frånvarande och han hjälper gärna Lorelai att laga och fixa saker i hemmet. Luke och Lorelai utvecklar en djupare vänskap under seriens gång och Luke är en del av de flesta stora händelser i flickornas liv. Han firar Rorys födelsedag, är med när hon tar examen från High School och hjälper till när hon flyttar till college. Luke hjälpte också Lorelai med finansiellt stöd när hon och Sookie öppnade sitt eget värdshus.
Under säsong 2 flyttar Lukes systerson Jess Mariano in hos honom då Lukes syster Liz inte anser sig ha någon kontroll över Jess längre. Luke har problem med att anpassa sig till att uppfostra en tonåring men till slut hittar han och Jess sin rytm och deras förhållande utvecklas. De har dock en uppgörelse i slutet av säsong 3 när Luke inser att Jess inte kommer att ta examen från high school och därigenom bryta den överenskommelse som de hade gjort när Jess flyttade in. De reparerar dock sitt förhållande under säsong 4 och 6.
Luke gifter sig sommaren mellan säsong 3 och 4 med Nicole, en advokat som han dejtat ett tag. De skiljer sig sedan under säsong 4 då Luke inser att Nicole är otrogen. Luke inser till slut att han är kär i Lorelai och bjuder ut henne i slutet av säsong 4 och de kysser varandra för första gången. De är sedan tillsammans nästan hela säsong 5 och förlovar sig. Under säsong 6 får Luke redan på att han har en dotter, April, tillsammans med sin ex-flickvän Anna Nardini. Detta sätter käppar i hjulet för hans bröllopsplaner med Lorelai och de bestämmer sig för att skjuta upp bröllopet till Luke har vant sig vid situationen med April. Lorelai blir trött på att vänta och gör slut med Luke i slutet av säsong 6. De verkar dock bli tillsammans igen i seriens sista avsnitt.
Lukes syster Liz och hennes man TJ flyttar i säsong 5 till Stars Hollow och blir en större del i Lukes liv.

### Emily Gilmore
Mamma till Lorelai och Rorys mormor. Emily är överklassen definierad och har ett minst sagt problematiskt förhållande till sin dotter. Hon blev förstörd när Lorelai tog Rory och flyttade hemifrån vid sjutton års ålder. Emily och Lorelai har väldigt annorlunda sätt att se på saker och ting och Lorelai uppfattar sin mamma som oerhört kontrollerande. Emily och Rorys relation ser helt annorlunda ut då Emily är oerhört stolt över sin akademiskt talangfulla och väluppfostrade dotterdotter. Man får oftast träffa morföräldrarna under de obligatoriska fredagsmiddagarna. Där märks Emilys problem att behålla en hushållerska, på grund av sin perfektionism, och i varje avsnitt har hon en ny hushållerska. Emily studerade historia vid Smith college innan hon gifte sig med Richard. Emily har aldrig haft en yrkeskarriär utan tillbringat sitt liv som hemmafru. Hon är väldigt engagerad i ett flertal välgörenhetsorganisationer och särskilt i DAR, Daughter of the American Revolution, där även Rory blir medlem i säsong 6. Emily hade ett väldigt problemfyllt förhållande till sin svärmor Lorelai I. Under seriens gång är äktenskapet mellan Emily och Richard stabilt, de var separerade under första delen av säsong 5 men återförenades med besked och förnyade sina bröllopslöften på en stor fest för vänner och familj.

### Richard Gilmore
Pappa till Lorelai och morfar till Rory. Richard arbetar inom försäkringsbranschen och gör ofta affärsresor. Även Richard har ett problematiskt förhållande till sin dotter men kommer ofta bättre överens med Lorelai än vad hennes mor gör. Rory är Richards stora lycka i livet och de delar ett passionerat intresse för böcker och olika tidningar samt saker som händer runt omkring i världen. Richard vill att Rory ska läsa vid Yale precis som han gjorde och när hon berättar för honom att hon bestämt sig för att göra detta blir han överlycklig. Richard kommer ofta och äter lunch med Rory på campus och han får under säsong 7 ett erbjudande om att undervisa vid Yale vilket han, efter att frågat Rory om lov, accepterar. Under slutet av säsong 2 startar Richard ett eget företag efter att ha gått i pension tidigare under säsongen. Hans företag går mycket bra och blir senare, efter en del dramatik, uppköpt av hans gamla arbetsgivare och Richard får hämnd på dem som avskedade honom genom att komma tillbaka och få en högre position än tidigare. Under seriens gång för Richard två hjärtattacker (säsong 1 och 7) som skrämmer livet ur resten av familjen men han återhämtar sig vid båda tillfällena.

### Sookie St. James
Är kock vid Independence Inn och senare the Dragonfly Inn och är Lorelais bästa vän. Sookie är ganska klumpig av sig och lyckas ofta skada sig när lagar olika maträtter, hennes stora passion är att experimentera med olika slags maträtter. Sookie gifter sig i slutet av säsong 2 med Jackson Belleville, en grönsakshandlaren som hon började dejta under säsong 1. Vid seriens slut har de två barn, Davey Edward och Martha Janice Lori Ethan Rupert Glenda Carson Daisy Danny Belleville, samt ett tredje på väg. Sookie tillbringar helst fritiden hos sin bästa vän Lorelai eller i ett kök där hon experimentera med olika slags maträtter. Sookies största dröm är att skaffa ett helt eget värdshus där hon och Lorelai styr.

### Lane Kim
Rorys bästa vän sedan förskolan. Får en väldigt strikt uppfostran av sin koreanska mamma som är en hängiven kristen. Lane döljer en stor del av sitt liv för sin mor och har funnit en fristad hemma hos Lorelai och Rory. Lanes stora passion i livet upptäcker hon i säsong 2 då hon börjar spela trummor. I säsong 3 börjar hon spela i ett band som får repa i Lorelais garage och blir tillsammans med sin bandkamrat Dave. Lane börjar på ett kristet college och får mer och mer problem att hemlighålla sitt liv för sin mamma. Till slut upptäcker modern Kim Lanes dubbelliv och kastar ut henne. Lane flyttar då in i en lägenhet med sina bandkamrater Zach och Brian och börjar jobba på Luke's. Hon blir tillsammans med Zach under säsong 5 och reparerar förhållandet med sin mamma. I slutet av säsong 6 gifter sig Lane och Zach med Rory som brudtärna. Under sin smekmånad i Mexiko har de sex för första gången och Lane råkar bli gravid vilket orsakar att både Lane och Zach får panik. De lugnar dock ner sig och ser fram emot att bli föräldrar. De blir föräldrar till tvillingarna Steve och Kwan och Rory blir gudmor.

### Logan Huntzberger
Logan är ett typiskt överklassbarn som har rykte om sig att vara en riktigt festprisse och kvinnotjusare när Rory träffar honom på Yale. De lär känna varandra när Rory skriver en artikel om the Life and Deathbrigade (LDB) som Logan är medlem av. Logan visar upp en annan sida av livet för Rory då han får henne att ta risker och göra saker hon normalt inte skulle göra. De börjar att dejta men då Logan förklarar att han inte är något "pojkvänsmaterial" är deras förhållande inte exklusivt. Detta går bra i början men när Rory förklarar för Logan att hon inte vill ha det så längre och att de bara borde vara vänner, inser Logan att han inte vill det och gör deras förhållande officiellt. Deras förhållande fördjupas och efter att ha haft lite problem flyttar Rory in hos Logan i mitten av säsong 6. Logan råkar ut för en olycka i slutet av säsong 6 som får Rory att inse hur mycket han betyder för henne och deras förhållande blir starkare. Sista avsnittet av säsong 6 flyttar Logan till London för att arbeta för sin pappas företag. Det skapar lite tveksamheter i förhållandet till Rory men de reder ut det och klarar av att hålla sitt förhållande vid liv trots avståndet. I näst sista avsnittet av serien friar Logan till Rory och förklarar för henne att han har fått jobb på västkusten och vill att hon ska flytta dit med honom. När Rory säger nej till frieriet vid sin examen men vill att de ska försöka med ett långdistansförhållande igen konstaterar Logan att om inte deras förhållande kan ta nästa steg, vad är då poängen? Han får tillbaka ringen från Rory, säger hejdå och går därifrån. Han slutar aldrig att älska Rory.

### Jess Mariano
Jess Mariano är Lukes brorson och Rorys andra pojkvän. Han bodde i New York med sin mor men han blev skickad för att bo med Luke i Stars Hollow under andra säsongen. Han är rebellisk men också väldigt påläst, vilket är en av anledningarna till att Rory blir intresserad av honom. Han och Rory blir vänner, även om Lorelai och andra personer tycker att han är dålig för henne. Jess bor med Luke tills en kväll då han och Rory råkar ut för en bilolycka som alla i stan utom Rory tror är hans fel. Efter det åker Jess för att bo med sin mor och när han återvänder kysser Rory honom även om hon samtidigt dejtar Dean. 
I början av säsong 3 dejtar Jess en tjej som heter Shane men han bryr sig inte om henne ens tillräckligt för att lära sig hennes efternamn. Han och Rory börjar dejta efter det att Dean gör slut med henne för att han förstår att hon känner mer för Jess än för honom. De dejtar under större delen av säsong 3. Till slut får Luke veta att Jess inte får ta examen. Luke säger att Jess måste gå om sista året eller åka från Stars Hollow och Jess väljer att åka. Han flyttar till Kalifornien för att bo med sin pappa utan att berätta för Rory och avslutar därmed deras förhållande. Han kommer inte tillbaka förrän hans mamma säger till honom att Luke stulit hans bil. Jess hämtar bilen och möter då Rory flera gånger. Han berättar för Rory att han älskar henne men kör därifrån innan hon svarar. Senare besöker han Rory på Yale och vill att hon ska resa iväg med honom. Hon säger nej och sedan ser man inte Jess förrän under säsong 6.
Under säsong 6 kommer han och besöker Rory och visar boken han skrivit. Efter att ha träffat hennes pojkvän Logan konfronterar Jess Rory för att hon inte beter sig som sig själv och detta får Rory att tänka om angående vad hon har gjort med sitt liv. Den sista gången Jess förekommer i serien kommer Rory på Öppet Hus på bokförlaget Jess jobbar på. Han och Rory kysser varandra men det slutar med att inget mer händer då Rory berättar att hon är kär i Logan.

### Christopher Hayden
Christopher är Rorys pappa. Han och Lorelai var 16 år när Rory föddes. Första gången han är med i serien är i säsong 1. Det är den första gången han besöker Lorelai och Rory i Stars Hollow. Han försöker köpa ett lexikon åt Rory men har inte råd med det. Han friar till Lorelai men blir nekad då hon inte tycker att de känner varandra tillräckligt bra i vuxen ålder. I början under säsong 2 dejtar Christopher Sherry, förhållandet är dåligt men han stannar för att hon blir gravid. Både Lorelai och Rory är närvarande när hans dotter föds i säsong 3. Under säsong 5 blir Christopher ensamstående pappa och behöver hjälp av Lorelai. Rory ber honom hålla sig borta från henne då Lorelai är lycklig med Luke. Christopher får besök av Lorelai när hans pappa har dött och de blir fulla men ingenting händer. Berusad hamnar Christopher senare i gräl med Luke vilket gör att Luke och Lorelai gör slut under en period.
Under säsong 6 ärver Christopher en stor summa pengar av sin nyligen avlidne farfar. Han erbjuder sig att köpa Lorelai och Rory vad de vill men Lorelai säger att hon inte vill ha någonting. Rory tar dock erbjudandet han ger henne, och betalar hennes terminsavgifter för Yale vilket upprör Richard och Emily som betalat för Yale innan. Christopher går med Lorelai till Lanes bröllop när Luke är bortrest. Luke och Lorelai har sedan ett stort gräl i sista avsnittet av säsong 6. En upprörd Lorelai flyr till Christopher och i slutet av avsnittet ser man henne vakna i Christophers säng. Christopher och Lorelai börjar dejta i säsong 7, de åker till Paris med G.G och gifter sig spontant när de är där. Relationen är dock allt annat än sorglös. Bland annat hamnar Christopher i slagsmål med Luke och förhållandet mellan Christopher och Lorelai tar slut när Christopher hittar en karaktärsreferens Lorelai skrivit om Luke för att han skulle få delad vårdnad om sin dotter. Christopher säger att det är ett kärleksbrev och berättar för Lorelai att han inte vill vara hennes andrahandsval. Christopher dyker upp på Rorys examen från Yale och då verkar han och Lorelai ändå komma överens.

## Produktion

### Mat och dryck
Mat är en viktig del av serien. Lorelai och Rory framställs som kaffeberoende och dricker det väldigt ofta. I verkligheten vägrade Alexis Bledel (Rory) att dricka kaffe. När de filmade var hennes "kaffekopp" fylld med Coca-Cola eller te.
Rory och Lorelai kan äta enorma mängder skräpmat, men verkar trots det aldrig gå upp i vikt. När de inte äter eller spelar bagelhockey på Luke's Diner har de formella fredagsmiddagar hos Emily och Richard eller beställer hem pizza eller kinamat. Deras kylskåp är alltid fyllt med rester. De äter mängder med mat: pommes frites, olika sorters paj och glass direkt ur kartongen. Lorelai och Rory älskar att äta Mallomars, vilka Rory också använder för att skriva "Happy Birthday Lorelai" på deras köksbord i säsong 3. De tycker även om munkar och annan choklad och bakelser. De prövar olika maträtter under sin Europaresa i säsong 4, och äter den italienska efterrätten biscotti kvällen innan Rory börjar på Yale (säsong 4: avsnitt 1 "Ballrooms and Biscotti"). I extrakommentarerna till DVD:n erkänner Lauren Graham att ingen skulle kunna äta som de gör i verkligheten utan att bli väldigt överviktig. 
Sookie, kocken på Dragonfly Inn, älskar att laga mat och lägger mycket tid och energi på att planera hotellets meny. Lanes mamma, Mrs. Kim, tycker om nyttig mat och Lukes förkärlek till nyttigheter står i skarp kontrast till Rory och Lorelais förkärlek till skräpmat.

### Musik i serien
Musik spelar en stor roll i serien. Lorelai gillar 1980-talsmusik som till exempel The Bangles, XTC och The Go-Go's. I Lorelais gamla sovrum i föräldrahemmet finns Duran Duran-affischer på väggarna. Rory lyssnar på band som till exempel Sonic Youth, Franz Ferdinand och PJ Harvey men känner avsmak för Smashing Pumpkins.
Rorys vän Lane är en stor musikentusiast, och hennes lista med band som influerat henne uppnår fem sidor när hon skriver sin "trummis-söker-rockband"-reklam. I denna lista finns bland annat The Ramones och Jackson Browne. Lane skapar så småningom ett eget rockband, Hep Alien. Namnet är ett anagram av Gilmore Girls-producenten Helen Pais namn. 
Till och med husdjuren i serien är influerade av artister: Lorelais hund är döpt efter sångaren Paul Anka. Paul Anka gästspelar även i en drömsekvens under sjätte säsongen i avsnittet "The Real Paul Anka".

### Fotnoter
1. ↑  Susanna Hållbus (26 augusti 2018). ”Här kan du besöka Gilmore girls-staden” (på svenska). Aftonbladet. https://www.aftonbladet.se/nojesbladet/a/kaej9a/har-kan-du-besoka-gilmore-girls-staden. Läst 18 februari 2021.